# Magda Goebbels
Johanna Maria Magdalena "Magda" Goebbels (rođena Ritschel) (Berlin, 11. studenoga 1901. – Berlin, 1. svibnja 1945.) bila je supruga nacističkog ministra propagande Josepha Goebbelsa. Kao istaknuta članica nacističke stranke, bila je bliska suradnica Adolfa Hitlera. Neki povjesničari nazivaju je neslužbenom "prvom damom" nacističke Njemačke. 
U zadnjim danima nacističke vladavine ona i njen suprug ubili su svoje šestero djece prije nego što su sami počinili samoubojstvo. 